# حكومة الحبيب بورقيبة الأولى

حكومة الحبيب بورقيبة الأولى هي أول حكومة تونسية تشكلت بعد استقلال تونس، ترأس بورقيبة الحكومة الأولى بعد الاستقلال في 11 أبريل 1956 حتى إعلان إلغاء النظام الملكي وقيام نظام جمهوري في 25 يوليو 1957.

## تركيبة الحكومة

### الوزراء
| الصورة | الحقيبة الوزارية                                         | الاسم                | الحزب | الحزب                                       |
| ------ | -------------------------------------------------------- | -------------------- | ----- | ------------------------------------------- |
|        | الوزير الأول وزير الخارجية وزير الدفاع                   | الحبيب بورقيبة       |       | الحزب الحر الدستوري الجديد                  |
|        | نائب رئيس مجلس الوزراء (اللقب الرسمي: وكيل رئيس الحكومة) | الباهي الأدغم        |       | الحزب الحر الدستوري الجديد                  |
|        | وزير دولة                                                | المنجي سليم          |       | الحزب الحر الدستوري الجديد                  |
|        | وزير دولة                                                | محمد المصمودي        |       | الحزب الحر الدستوري الجديد                  |
|        | وزير الداخلية                                            | الطيب المهيري        |       | الحزب الحر الدستوري الجديد                  |
|        | وزير العدل                                               | أحمد المستيري        |       | الحزب الحر الدستوري الجديد                  |
|        | وزير المال                                               | الهادي نويرة         |       | الحزب الحر الدستوري الجديد                  |
|        | وزير الاقتصاد القومي                                     | الفرجاني بالحاج عمار |       | الحزب الحر الدستوري الجديد                  |
|        | وزير الصحة العمومية                                      | محمود الماطري        |       | مستقل (سابقا من الحزب الحر الدستوري الجديد) |
|        | وزير الفلاحة                                             | مصطفى الفيلالي       |       | الحزب الحر الدستوري الجديد                  |
|        | وزير الأشغال العمومية                                    | عز الدين العباسي     |       | الحزب الحر الدستوري الجديد                  |
|        | وزير البريد والبرق والهاتف                               | محمود الخياري        |       | الحزب الحر الدستوري الجديد                  |
|        | وزير المعارف                                             | محمد الأمين الشابي   |       | الحزب الحر الدستوري الجديد                  |
|        | وزير التعمير والإسكان                                    | أندريه باروش         |       | الحزب الحر الدستوري الجديد                  |
|        | وزير الشؤون الاجتماعية                                   | محمد شقرون           |       | الحزب الحر الدستوري الجديد                  |

### كتاب الدولة
| الصورة | الحقيبة الوزارية                                                      | الاسم          | الحزب | الحزب                      |
| ------ | --------------------------------------------------------------------- | -------------- | ----- | -------------------------- |
|        | كاتب دولة للإعلام (اللقب الرسمي: وكيل دولة للأخبار)                   | البشير بن يحمد |       | الحزب الحر الدستوري الجديد |
|        | كاتب دولة للشبيبة والرياضة (اللقب الرسمي: وكيل دولة للشبيبة والرياضة) | عزوز الرباعي   |       | الحزب الحر الدستوري الجديد |

## مقالات ذات صلة
- حكومة الحبيب بورقيبة الثانية